# 天主教宝庆宗座监牧区
寶慶宗座監牧區（拉丁語：Praefectura Apostolica Paokingensis），是天主教在中國湖南省邵陽市設立的一個宗座監牧，直屬聖座。
1938年6月3日，羅馬教廷從永州府宗座監牧區分設寶慶府監牧區。屬義大利方濟各會管理。1999年，中國的官方教會將湖南省所有教區合併為一個「湖南教區」，但未受宗座承認。

## 歷任首牧

### 寶慶宗座監牧區宗座監牧
- Fr. Joseph László Lombos, O.F.M. 1938年6月3日 – 1963年7月19日[3]
- 教座出缺（1963年-現在）
  - 屈藹林（Archbishop Methodius Qu Ai-lin），宗座署理。自選自聖，獲教宗認可，2012年4月25日